# The Rehearsal (1969)
The Rehearsal ist eine US-amerikanische Kurzfilmkomödie von Stephen Verona aus dem Jahr 1969.

## Handlung
Theaterregisseur George und Schauspielerin Janice treffen sich zu Proben. Janice, eine Vertreterin des Method Acting, kommt zu spät, sodass beide die einzigen Personen auf der Theaterbühne sind. George erklärt ihr, dass sie für eine Aufführung im Rahmen einer Kinder-Benefizveranstaltung  gebucht wurde. Dabei werden die Darsteller nur für ein kurzes Übergangsstück auf der Bühne stehen, in dem mehrere Figuren aus Kinderreimen interagieren, darunter Humpty Dumpty und Little Bo Peep, die ihre Schafe sucht. Janice soll Little Miss Muffet spielen. Die sitzt dem Reim nach auf einem Tuffet, einer Art verstärktem Sitzkissen oder Hocker, der mit Stoff bespannt ist. Janice diskutiert darüber, was ein Tuffet ist und wie hart er ist, da sie sonst gar nicht wisse, wie sie auf die Sitzgelegenheit reagiere. Weitere Diskussionen entspannen sich über die Textzeile „eating her curds and whey“ (isst ihren Hüttenkäse), da sie nicht weiß, was Hüttenkäse ist. Sie darf sich stattdessen vorstellen, Pudding zu essen, da ihr Hüttenkäse nicht schmecken würde.
Ihr Spiel soll sich auch wenige Zeilen beschränken: Little Bo Peep kommt zu ihr und fragt sie, ob sie ihre Schafe gesehen habe. Janice soll verneinen und kurz darauf vor einer Spinne fliehen, wie es der Kinderreim vorgibt („Along came a spider, / Who sat down beside her / And frightened Miss Muffet away.“). Die Method-Schauspielerin will wissen, wie viele Schafe Little Bo Peep denn verloren hat und wie so etwas überhaupt passieren kann. Bei einem Probedurchlauf beginnt sie ungefragt, Little Bo Peep bei der Suche zu helfen, schließlich seien beide Figuren doch befreundet. Zudem schlägt sie vor, in das Stück eine improvisierte Unterhaltung von Little Bo Peep und Little Miss Muffet einzufügen. Der entnervte Regisseur stimmt zu, doch die Improvisation bringt keine tiefere Erkenntnis zu beiden Charakteren. Auch die Flucht vor der Spinne misslingt immer wieder, da Janice die Spinne nicht sehen kann und bezweifelt, dass das Publikum ihre Flucht vor der Spinne auch als solche auffassen würde. Mehrfach bricht Janice die Probe ab, weil sie glaubt, für die Rolle nicht die richtige zu sein. George wiederum wird immer ungeduldiger und unbeherrschter. Am Ende gelingt dennoch ein perfekter Durchlauf des nur wenige Sekunden dauernden Stücks. George und Janice fallen sich euphorisch in die Arme und beglückwünschen sich gegenseitig für die perfekte und fruchtbare Zusammenarbeit. Beide verlassen freudig-schwatzend die Probenbühne.

## Produktion
Stephen F. Verona verarbeitete in The Rehearsal seine Zeit in Lee Strasbergs Actors Studio, wo er als Regisseur tätig war. Verona verließ das Studio nach zwei Jahren aufgrund von Differenzen mit Strasberg. Sein Film The Rehearsal verarbeitet seine Auffassung zum Method Acting ironisch. Der Film entstand 1969.

## Auszeichnungen
The Rehearsal wurde 1972 für einen Oscar in der Kategorie Bester Kurzfilm nominiert.